# Synema ternetzi
Synema ternetzi là một loài nhện trong họ Thomisidae.
Loài này thuộc chi Synema. Synema ternetzi được Cândido Firmino de Mello-Leitão miêu tả năm 1939.